# Pop punk
Pop punk (znan i kao punk-pop, pop punk rock ili pop-punk) je vrsta rock glazbe koja kombinira uzore pop glazbe s punk rockom. Brzi tempoi, istaknute električne gitare s distorzijom, i ponavljajući akordi, s kombinacijom melodija i vokala pop glazbe i vedrim tekstovima kao što su dosada, pobuna i tinejdžerske ljubavi.
Prvi punk rock sastavi kao što su Ramones, Buzzcocks, the Dickies, Stiff Little Fingers, Generation X, the Adicts, i the Undertones, imali su snažan osjećaj za melodiju, koju su posuđivali iz pop rocka i power popa. Sredinom 1980-ih, punk rock sastavi kao što su Descendents, kombinirali su punk rock s hardcore punkom i melodijama inspiriranim popom, kao i tekstovima koji su govorili o curama, tinejdžerskoj zbunjenosti, a uz to bili i humoristični. Sastavi iz tog doba kao što su Husker Du i Bad Religion utjecali su na kasniji pop punk. Pop punk u SAD-u počeo je rasti u popularnosti krajem 1980-ih i početkom 1990-ih, posebice u Kaliforniji gdje su nezavisne diskografske kuće (najznačajnije Lookout! Records) počele objavljivati glazbu na svoj način. Za Lookout! Records potpisali su punk rock i pop punk sastavi kao što su Green Day, Screeching Weasel, The Queers, Rancid, i The Mr. T Experience.
Sredinom 1990-ih, punk rock postao je popularan, zahvaljujući sastavima kao što su Green Day, Rancid, i the Offspring. Tijekom tog vremena, ti su sastavi prodavali albume u milijune primjeraka te im se glazba često puštala po radiju i televiziji. Krajem 1990-ih, sastavi kao što su Lit, Eve 6, i Blink-182 postali su popularni, posebice Blink-182, koji se smatra ključnim sastavom i razvoju žanra, kao i uzorom na buduće punk rock i pop punk sastave. Godine 2011., The New York Times je izjavio da, "nijedan drugi punk sastav '90-ih nije postao više utjecajan no Blink-182". Početkom 2000-ih, pop punk sastavi kao što su Sum 41, Good Charlotte, New Found Glory, Bowling for Soup, Simple Plan i Yellowcard također su ostvarili veliki uspjeh. Tijekom 2000-ih, emo pop, žanr koji kombinira emo s pop punkom, postao je jednim od najuspješnijih i najpopularnijih podvrsta rock glazbe, s uspjesima sastava Fall Out Boy, Panic! at the Disco, My Chemical Romance, The All-American Rejects, i Paramore. Iako se popularnost pop punka znatno smanjila početkom 2010-ih, neki sastavi kao što su The Story So Far, Real Friends, The Wonder Years, Waterparks, i Neck Deep ipak su postigli nekakav uspjeh.

## Poznatiji izvođači
| - +44 - All Time Low - Army of Freshmen - Blink-182 - Bowling for Soup - Busted - Cute Is What We Aim For - Destine - Deviation - Elliot Minor - Fall Out Boy - Forever the Sickest Kids - Good Charlotte |  | - Green Day - Lagwagon - Lit - Mayday Parade - MxPx - Nailpin - New Found Glory - Panic at the Disco - Paramore - Simple Plan - Sum 41 - We the Kings - Wheatus |